# Chorus of One
Chorus of One è un EP del gruppo hardcore punk statunitense Strike Anywhere. Attualmente fuori produzione, l'EP è incluso della raccolta To Live in Discontent.
Question the Answer è incluso nella colonna sonora del videogioco di skateboard Tony Hawk's American Wasteland.

## Tracce
1. Intro - 0:12
2. Chorus of One - 2:23
3. Question the Answer - 3:40
4. Incendiary - 2:23
5. Earthbound - 1:09
6. Notes on Pulling the Sky Down - 3:47
7. Cassandratic Equation - 3:13

## Vinile in edizione limitata
Sono state pubblicate dalla No Idea Records delle edizioni limitate.
1. Prima stampa: 550 copie grigie, 550 rosso scuro (luglio 2000)
2. Seconda stampa: 1020 viola opaco (dicembre 2000)
3. Terza stampa: 1100 nere (febbraio 2003)

## Formazione
- Thomas Barnett - voce
- Matt Sherwood - chitarra, voce
- Garth Petrie - basso
- Eric Kane - batteria